# Candiria
Candiria är ett amerikanskt metalband från Brooklyn (New York) som är aktivt sedan 1992. Bandnamnet är inspirerat av fiskarten candiru och till en början spelade bandet death metal. Därefter börjar de blanda olika typer av musikstilar som metal, hardcore, hiphop, jazz, progressiv rock och ambient. Många gånger har bandmedlemmarna beskrivit sin nuvarande musikstil som "urban fusion".

## Medlemmar

### Nuvarande medlemmar
- Carley Coma — sång (1992—)
- John LaMacchia — sologitarr, kompgitarr (1997—2004, 2006—)
- Michael MacIvor — basgitarr (1997—2006, 2009—)
- Danny Grossarth — trummor (2015, 2016—)
- Julio Arias — kompgitarr (2015—)

### Tidigare medlemmar
- Chris Puma — gitarr (1992—1997) (avliden 2009)
- Eric Matthews — gitarr (1992—2004, 2014)
- Eddie Ortiz — gitarr (2006—2010)
- Kenneth Schalk — trummor (1992—2006, 2009—2016)

## Diskografi

### Studioalbum
- Surrealistic Madness (1995, Too Damn Hype Records)
- Beyond Reasonable Doubt (1997, Too Damn Hype Records)
- The Process of Self-Development (1999, M.I.A. Records)
- 300 Percent Density (2001, Century Media Records)
- The C.O.M.A. Imprint (2002, Lakeshore Records)
- What Doesn't Kill You... (2004, Type A Records)
- Kiss the Lie (2009, Rising Pulse Records)
- While They Were Sleeping (2016, Metal Blade Records)

### EP
- Subliminal (EP) (1994)
- Deep in the Mental (EP) (1995, Devastating Soundworks)

### Övrigt
- Mathematics [7-inch] (1999 Stillborn Records)
- Toying with the Insanities Volume I (2009, Rising Pulse Records)
- Toying with the Insanities Volume II (2009, Rising Pulse Records)
- Toying with the Insanities Volume III (2010, Rising Pulse Records)
- The Invaders [7-inch] (2014, Rising Pulse Records, Giant MKT)